# Viola gracillima
Viola gracillima är en violväxtart som beskrevs av A. St.-hil.. Viola gracillima ingår i släktet violer, och familjen violväxter. Inga underarter finns listade i Catalogue of Life.